# 高植澎
高植澎（1954年5月28日—），臺灣医生、政治人物，民主進步黨籍。澎湖縣馬公市人，曾任澎湖縣縣長，在1995年被議員質詢於擔任衛生所醫師期間有藥商捐贈衛生所5,000元尾牙獎金，被時任法務部長的馬英九要求嚴辦，澎湖地檢署檢察長黃世銘隨後以貪污和虛報勞保費查辦，高植澎因而被以貪污名義遭停職，後來獲法院判決無罪確定。目前仍是唯一得以連任的民進黨籍澎湖縣縣長。

## 生平

### 求學與義務役生涯
高植澎出生於澎湖，家中有姊妹8人及3個兄弟共11人。於馬公高中畢業後保送臺北醫學院醫學系，由於受到台灣本島政治環境的衝擊，在大學時期高植澎開始關心政治問題。曾有教官要吸收高植澎為職業學生，但遭到拒絕。大三時看到李長貴代表國民黨競選第五選區（高高屏澎）增額立委，以高得票率連任，事後證明國民黨作票後，使高植澎對臺灣政治反感。
服役時，高植澎在國軍擔任軍醫，遇到許多士兵被軍中長官打驗傷時，卻收到長官要他不要在X光片機放底片的命令，讓士兵傷勢看不出來的事件。更加深了高植澎對執政者的厭惡。
高植澎在服兵役期間高考及格，退伍後回到澎湖縣擔任望安鄉衛生所醫師。

### 事業
1982年，高植澎回到澎湖縣擔任望安鄉衛生所醫師，之後調任馬公市的虎井衛生室。在1985年到1987年臺灣社會正值轉型期，各種街頭遊行方興未艾。當時在臺北衛生署接受流行病防治訓練的高植澎也受影響，常參加遊行運動，並捐款給反對運動。
受訓結束後，高植澎回到澎湖縣衛生局擔任第一課課長，並調到七美鄉當衛生所主任二年，後來轉任西嶼鄉衛生所主任二年。

### 從政
1990年高植澎在七美服務時，有位臺大小兒科的楊副教授帶醫療團到到澎湖，住在他家。那位教授看到他家有《首都早報》和其他有關臺灣民主的書，就跟他聊天。楊副教授回到臺灣後，告訴民主進步黨新潮流系洪奇昌、戴振耀二人有關高植澎的事，洪、戴二人遂與高植澎聯絡。1991年選舉時，高植澎受到鼓勵加入民主進步黨，並且參選第二屆國民大會代表選舉，後遞補民主進步黨不分區國大代表。當時高植澎不願白白享受民進黨的資源，有心為民進黨在澎湖打基礎，因此除了自己參選國代外，還要求妻子陳麗玲出馬角逐澎湖縣區域國代，在民進黨於澎湖沒有基礎的情形下，拿下五千多票，雖然沒有當選。但也給澎湖人民深刻的印象。
1992年澎湖縣長王乾同過世，1993年3月舉行澎湖縣長補選。當時澎湖縣的民進黨員還不到一百人，高植澎以形象好、又是醫生，因此被黨員視為唯一人選，紛紛打電話到中央黨部反映，黨審會召集人也主動發起連署，支持高植澎出馬角逐縣長。高植澎以一件短褲、一雙拖鞋的親和形象，以23430票打敗中國國民黨提名的鄭永發16954票，當選澎湖縣長。更是首位民進黨籍的縣長。

### 貪污寃假案
1993年高植澎擔任澎湖縣長期間，首開風氣發放老人年金，同年年底縣長選舉中，獲得黨主席許信良、國際法學權威彭明敏等人跨海助選，成功擊敗郭天佑連任。
1995年，澎湖縣長高植澎被議員質詢在其於1992年至1993年擔任西嶼衛生所醫師主任期間有藥商捐贈衛生所五千元尾牙獎金。時任法務部長馬英九要求司法機關嚴辦，澎湖地方法院檢察署檢察長黃世銘隨後以貪污和虛報勞保費查辦，將高植澎在衛生所服務時上萬張病歷當成證物查扣，出動地檢署包括司機和工友等在內的所有人投入辦案，在一張張病歷中對筆跡、找毛病，凡病歷經核對不完整或筆跡不符或可疑的，不分青紅皂白，情節輕重，一律都認定那就是高植澎未看診卻偽造看診紀錄直接換藥給病人的證據，一共整理出800多例，然後認定高植澎即是以此種方式向勞保局詐取診療費和獎勵金等費用，涉嫌貪瀆。連和高植澎共事的七位護士也被當成共犯。
法院審理後以藥商對5000元是否回扣先後供述不一，且高植澎與藥商有同學情誼，平日即有送往迎來之舉，難認有收受回扣之犯意，而判決無罪定讞。檢方提出800份所謂的問題病歷，經法院調查，其中十張是高植澎在未見到患者、聽取護士電話回報後即開立醫囑，因此以偽造文書判一年兩個月緩刑。然而高植澎已因此案被停職。整個訴訟過程中，其中一位許姓護士因受不了被誣陷壓力與不堪繁複訴訟糾纏得產後憂鬱，在生產後的28天晚上從醫院旁附設月子中心窗戶跳樓自殺，；另外一位護士罹癌、原本復元良好，因司法訴訟壓力，導致癌症復發辭世。該案隨黃世銘升任檢察總長而被泛綠再次提起，不少泛綠人士認為此案是中國國民黨司法迫害之一例。
經10年司法纏訟，貪污罪最終無罪定讞，800多份病例中有10例為外島的病患打電話到衛生所，護士在電話中問診，再由醫師開立醫囑，高植澎醫師被判偽造文書罪。

### 退隱回澎湖行醫
之後高植澎退隱，並且在澎湖開設診所行醫。

### 重出政壇
直到2002年重新於馬公市參與澎湖縣議員並當選，成為澎湖縣唯一的民進黨籍議員。
2004年高植澎接受民進黨徵召，參選澎湖縣立法委員，但是敗於無黨團結聯盟的林炳坤。

## 選舉紀錄
| 年度 | 選舉屆數               | 選舉區           | 所屬政黨   | 得票數    | 得票率 | 當選標記 | 備註     |
| ---- | ---------------------- | ---------------- | ---------- | --------- | ------ | -------- | -------- |
| 1991 | 第二屆國民大會代表選舉 | 全國不分區選舉區 | 民主進步黨 | 2,036,271 | 23.25% |          | 遞補就職 |
| 1993 | 第十一屆澎湖縣縣長補選 | 澎湖縣           | 民主進步黨 | 23,430    | 58.02% |          |          |
| 1993 | 第十二屆澎湖縣縣長選舉 | 澎湖縣           | 民主進步黨 | 25,085    | 57.56% |          |          |
| 2002 | 第十五屆澎湖縣議員選舉 | 第一選舉區       | 民主進步黨 | 1,473     | 5.45%  |          |          |
| 2004 | 第六屆立法委員選舉     | 澎湖縣選舉區     | 民主進步黨 | 14,933    | 39.47% |          |          |

## 外部連結
- 十年前澎湖縣長解職貪污案 （页面存档备份，存于）
- 高植澎批馬：罪有應得

| 政府职务                           | 政府职务                                              | 政府职务                         |
| ---------------------------------- | ----------------------------------------------------- | -------------------------------- |
| 澎湖縣政府                         |                                                       |                                  |
| 前任： 陳丕勣（代理） 正任：王乾同 | 澎湖縣縣長 第十一、十二屆 1993年3月8日－1995年9月26日 | 繼任： 鄭烈（代理） 正任：賴峰偉 |